# Рожа, Ференц
Ференц Рожа (англ. Ferenc Rózsa; 4 декабря 1906, Будапешт, Австро-Венгрия —13 июня 1942, Будапешт, Королевство Венгрия) — деятель венгерского коммунистического движения, антифашист, редактор. Этнический венгр. 

## Биография

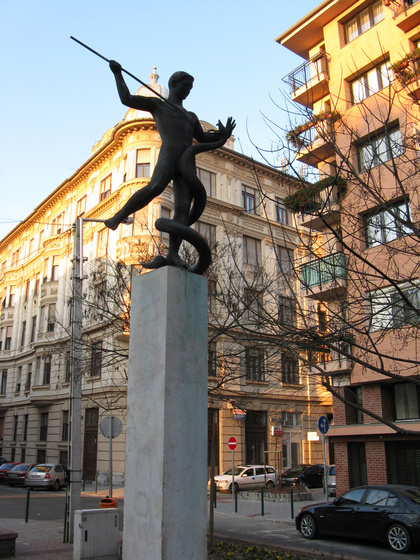
Памятник Ференцу Роже в Будапеште

Родился в семье служащего. Во время учёбы в Карлсруэ и Дрездене (1924—1931) участвовал в работе социалистической группы студентов. Был одним из её лидеров, редактором журнала Ассоциации социалистической группы студентов в Дрездене. В своих статьях подвергал острой критике фашистскую угрозу, суть нацистской партии.
В 1931 г., получив диплом инженера-строителя, вернулся в Венгрию, с 1932 — член компартии Венгрии.
С 1932 по 1935 год — член редакционной коллегии органа КПВ газеты «Kommunist» («Коммунист»), в 1935 г. — один из руководителей Коммунистического союза молодёжи (комсомола) Венгрии (Kommunista Ifjúmunkások Magyarországi Szövetsége, KIMSZ).
В 1938 году участвовал в организации и руководстве подпольных коммунистических организаций и профсоюзов.
С 1940 член ЦК и Секретариата ЦК КПВ, возглавлял работу по созданию антифашистского народного фронта, созданного для координации борьбы профашистским режимом Хорти. С июня 1941 года, после нападения Гитлера на СССР, перешёл на нелегальное положение, был одним из лидером движения борцов с фашизмом.
Ференц Рожа был первым редактором нелегального (с 1 февраля 1942) центрального печатного органа компартии Венгрии — газеты «Сабад неп» («Szabad Nép», «Свободные люди»).
1 июня 1942 г. схвачен хортистами. После двух недель жестоких пыток, убит во время допроса.
В 1959 году на кладбище Керепеши в Будапеште, где похоронен Ф. Рожа, был построен «Пантеон рабочего движения».